# Französische Botschaft in den Komoren

Logo der Französischen Botschaft in den Komoren.

Die Ambassade de France aux Comores (dt.: Französische Botschaft in den Komoren) ist die diplomatische Vertretung der Französischen Republik bei der Union der Komoren. Sie befindet sich in Moroni, der Hauptstadt des Landes, und Botschafter ist seit 2021 Sylvain Riquier.

## Botschaftsgebäude
Das Botschaftsgebäude befindet sich in Moroni. Neben dem Diplomatensitz befindet sich dort auch ein Konsulat.

## Geschichte
Die Botschaft wurde 1978 von Gérard Dayries (ursprünglich Konsul von Frankreich) eröffnet, der von Louis de Guiringaud, dem damaligen Außenminister, zum Geschäftsträger ernannt wurde. Nachdem die Botschaft eingerichtet war und politische Kontakte geknüpft waren, wurde Claude Copin der erste französische Botschafter auf den Komoren und Gérard Dayries übernahm die Leitung des Konsulats.

## Botschafter von Frankreich in den Komoren
| Amtsantritt | Amtszeitende | Botschafter              |
| ----------- | ------------ | ------------------------ |
| 1978        | 1980         | Claude Copin             |
| 1980        | 1983         | Pierre Sazarin           |
| 1983        | 1987         | Alain Deschamps          |
| 1987        | 1991         | Robert Scherrer          |
| 1991        | 1994         | Jean-Luc Sibiude         |
| 1994        | 1996         | Didier Ferrand           |
| 1996        | 2000         | Gaston Le Paudert        |
| 2000        | 2005         | Jean-Pierre Lajaunie     |
| 2005        | 2008         | Christian Job            |
| 2008        | 2011         | Luc Hallade              |
| 2011        | 2014         | Philippe Lacoste         |
| 2014        | 2017         | Robby Judes              |
| 2017        | 2021         | Jacqueline Bassa-Mazzoni |
| 2021        |              | Sylvain Riquier          |

## Konsulate
Neben dem Generalkonsulat in Moroni gibt es ein Vize-Konsulat in Mutsamudu, auf Anjouan, sowie einen Honorarkonsul in Fomboni (Mohéli).

### Französische Community
Am 31. Dezember 2016 waren 1735 Franzosen beim Konsulat in den Komoren registriert.
| Jahr      | 2001  | 2002 | 2003  | 2004  | 2005  | 2006  | 2007  | 2008  | 2009  | 2010  | 2011  | 2012  | 2013  | 2014  | 2015  | 2016  |
| --------- | ----- | ---- | ----- | ----- | ----- | ----- | ----- | ----- | ----- | ----- | ----- | ----- | ----- | ----- | ----- | ----- |
| Einwohner | 1.120 | 976  | 1.016 | 1.036 | 1.301 | 1.473 | 1.590 | 1.587 | 1.667 | 1.622 | 1.971 | 2.137 | 1.998 | 1.983 | 1.855 | 1.735 |

### Wahlbezirke
Auf Grundlage des Gesetzes vom 22. Juli 2013 n° 2013-659 für die Reform der Vertretung der außerhalb Frankreichs ansässigen Franzosen durch die Einrichtung von Konsularräten innerhalb der diplomatischen Vertretungen wählen französische Staatsangehörige auf den Komoreneinen Conseiller Consulaire (Konsularberater) für sechs Jahre. Letzterer hat drei Rollen:
- er ist ein lokaler Vertreter der Franzosen im Ausland;
- er gehört zu einem der fünfzehn Wahlkreise, die aus ihrer Mitte die Mitglieder der Versammlung der Franzosen im Ausland wählen;
- er tritt dem Wahlkollegium bei, das Senatoren wählt, die außerhalb Frankreichs ansässige Franzosen vertreten.

Für die Wahl in die Versammlung der Auslandsfranzosen gehörten die Komoren bis 2014 zum Wahlkreis Tananarive. Dieser Wahlkreis umfasste auch Madagaskar, Mauritius und die Seychellen und bestimmte vier Sitze. Die Komoren gehören nun zum Wahlbezirk „Zentrales, südliches und östliches Afrika“, dessen Hauptstadt Libreville ist und der fünf seiner 37 Konsularberater als Sitz unter den 90 Mitgliedern der Versammlung der Franzosen im Ausland bestimmt.
Für die Wahl der  Abgeordneten der im Ausland lebenden Franzosen gehören die Komoren zum 10. Wahlkreis.